# Dirka po Italiji 1960
Dirka po Italiji 1960 (italijansko Giro d'Italia 1960) je 43. izvedba dirke po Italiji, tritedenske moške cestne kolesarske etapne dirke. Začela se je 19. maja v Rimu in končala 9. junija v Milanu. Sodelovalo je 170 kolesarjev iz 17-ih ekip. Rožnato majico je prvič osvojil Jacques Anquetil (Fynsec–Helyett), drugo mesto Gastone Nencini (Carpano), tretje pa Charly Gaul (EMI–Guerra). Zeleno majico je osvojil Rik Van Looy (Faema).

## Ekipe
- EMI–Guerra
- Atala
- Bianchi
- Carpano
- Faema
- Fynsec–Helyett
- Gazzola–Fiorelli
- Ghigi
- Ignis
- Legnano
- Molteni
- Philco
- San Pellegrino
- Torpado

## Etape
| Etapa | Datum    | Štart/Cilj                | Razdalja    | Tip         | Tip                  | Zmagovalec                                   |             |
| ----- | -------- | ------------------------- | ----------- | ----------- | -------------------- | -------------------------------------------- | ----------- |
| 1     | 19. maj  | Rim – Neapelj             | 212 km      |             | ravninska etapa      | Dino Bruni (ITA)                             |             |
| 2     | 20. maj  | Sorrento – Sorrento       | 25 km       |             | posamični kronometer | Romeo Venturelli (ITA)                       |             |
| 3     | 21. maj  | Sorrento – Campobasso     | 186 km      |             | ravninska etapa      | Miguel Poblet (ESP)                          |             |
| 4     | 22. maj  | Campobasso – Pescara      | 192 km      |             | ravninska etapa      | Salvador Botella (ESP)                       |             |
| 5     | 23. maj  | Pescara – Rieti           | 218 km      |             | gorska etapa         | Gastone Nencini (ITA)                        |             |
| 6     | 24. maj  | Terni – Rimini            | 230 km      |             | gorska etapa         | Pierino Baffi (ITA)                          |             |
| 7a    | 25. maj  | Igea Marina               | 5 km        |             | posamični kronometer | Miguel Poblet (ESP)                          |             |
| 7b    | 25. maj  | Bellaria – Forlì          | 81 km       |             | gorska etapa         | Rik Van Looy (BEL)                           |             |
| 8     | 26. maj  | Forlì – Livorno           | 206 km      |             | gorska etapa         | Rik Van Looy (BEL)                           |             |
| 9a    | 27. maj  | Livorno – Carrara         | 93 km       |             | ravninska etapa      | Emile Daems (BEL)                            |             |
| 9b    | 27. maj  | Carrara – Cave di Carrara | 2,2 km      |             | posamični kronometer | Jacques Anquetil (FRA) · Miguel Poblet (ESP) |             |
| 10    | 28. maj  | Carrara – Sestri Levante  | 171 km      |             | gorska etapa         | Gastone Nencini (ITA)                        |             |
| 11    | 29. maj  | Sestri Levante – Asti     | 180 km      |             | gorska etapa         | Rik Van Looy (BEL)                           |             |
| 12    | 30. maj  | Asti – Cervinia           | 176 km      |             | gorska etapa         | Addo Kazianka (ITA)                          |             |
| 13    | 31. maj  | Saint-Vincent – Milano    | 225 km      |             | gorska etapa         | Jean Stablinski (FRA)                        |             |
|       | 1. junij | dan počitka               | dan počitka | dan počitka | dan počitka          | dan počitka                                  | dan počitka |
| 14    | 2. junij | Seregno – Lecco           | 68 km       |             | posamični kronometer | Jacques Anquetil (FRA)                       |             |
| 15    | 3. junij | Lecco – Verona            | 150 km      |             | ravninska etapa      | André Darrigade (FRA)                        |             |
| 16    | 4. junij | Verona – Treviso          | 110 km      |             | ravninska etapa      | Roberto Falaschi (ITA)                       |             |
| 17    | 5. junij | Treviso – Trst            | 147 km      |             | ravninska etapa      | Dino Bruni (ITA)                             |             |
| 18    | 6. junij | Trst – Belluno            | 240 km      |             | gorska etapa         | Seamus Elliott (IRL)                         |             |
| 19    | 7. junij | Belluno – Trento          | 110 km      |             | ravninska etapa      | Emile Daems (BEL)                            |             |
| 20    | 8. junij | Trento – Bormio           | 229 km      |             | gorska etapa         | Charly Gaul (LUX)                            |             |
| 21    | 9. junij | Bormio – Milano           | 225 km      |             | ravninska etapa      | Arigo Padovan (ITA)                          |             |
|       | Skupaj   | Skupaj                    | 3481,2 km   | 3481,2 km   | 3481,2 km            | 3481,2 km                                    | 3481,2 km   |

## Razvrstitev po klasifikacijah
| Etapa  | Zmagovalec                        | Rožnata majica · | Zelena majica ·                | Ekipno |
| ------ | --------------------------------- | ---------------- | ------------------------------ | ------ |
| 1      | Dino Bruni                        | Dino Bruni       | brez                           | Ignis  |
| 2      | Romeo Venturelli                  | Romeo Venturelli | brez                           | Ignis  |
| 3      | Miguel Poblet                     | Jacques Anquetil | brez                           | Ignis  |
| 4      | Salvador Botella                  | Jacques Anquetil | brez                           | Ignis  |
| 5      | Gastone Nencini                   | Jacques Anquetil | Charly Gaul                    | Ignis  |
| 6      | Pierino Baffi                     | Jos Hoevenaers   | Charly Gaul                    | Ignis  |
| 7a     | Miguel Poblet                     | Jos Hoevenaers   | Charly Gaul                    | Ignis  |
| 7b     | Rik Van Looy                      | Jos Hoevenaers   | Gastone Nencini                | Ignis  |
| 8      | Rik Van Looy                      | Jos Hoevenaers   | Gastone Nencini                | Ignis  |
| 9a     | Emile Daems                       | Jos Hoevenaers   | Gastone Nencini                | Ignis  |
| 9b     | Jacques Anquetil in Miguel Poblet | Jos Hoevenaers   | Gastone Nencini in Charly Gaul | Ignis  |
| 10     | Gastone Nencini                   | Jos Hoevenaers   | Michele Gismondi               | Ignis  |
| 11     | Rik Van Looy                      | Jos Hoevenaers   | Michele Gismondi               | Ignis  |
| 12     | Addo Kazianka                     | Jos Hoevenaers   | Michele Gismondi               | Ignis  |
| 13     | Jean Stablinski                   | Jos Hoevenaers   | Michele Gismondi               | Ignis  |
| 14     | Jacques Anquetil                  | Jacques Anquetil | Michele Gismondi               | Ignis  |
| 15     | André Darrigade                   | Jacques Anquetil | Michele Gismondi               | Ignis  |
| 16     | Roberto Falaschi                  | Jacques Anquetil | Michele Gismondi               | Ignis  |
| 17     | Dino Bruni                        | Jacques Anquetil | Michele Gismondi               | Ignis  |
| 18     | Seamus Elliott                    | Jacques Anquetil | Michele Gismondi               | Ignis  |
| 19     | Emile Daems                       | Jacques Anquetil | Michele Gismondi               | Ignis  |
| 20     | Charly Gaul                       | Jacques Anquetil | Rik Van Looy                   | Ignis  |
| 21     | Arigo Padovan                     | Jacques Anquetil | Rik Van Looy                   | Ignis  |
| Skupaj | Skupaj                            | Jacques Anquetil | Rik Van Looy                   | Ignis  |

## Končna razvrstitev
| Legenda | Legenda                                  | Legenda | Legenda                                    |
| ------- | ---------------------------------------- | ------- | ------------------------------------------ |
|         | Predstavlja vodilnega v skupnem seštevku |         | Predstavlja vodilnega v gorski razvrstitvi |

### Rožnata majica
| Poz. | Kolesar                 | Ekipa          | Čas         |
| ---- | ----------------------- | -------------- | ----------- |
| 1    | Jacques Anquetil (FRA)  | Fynsec–Helyett | 94h 03' 54" |
| 2    | Gastone Nencini (ITA)   | Carpano        | + 28"       |
| 3    | Charly Gaul (LUX)       | EMI–Guerra     | + 3' 51"    |
| 4    | Imerio Massignan (ITA)  | Legnano        | + 4' 06"    |
| 5    | Jos Hoevenaers (BEL)    | Ghigi          | + 5' 53"    |
| 6    | Guido Carlesi (ITA)     | Philco         | + 6' 28"    |
| 7    | Arnaldo Pambianco (ITA) | Legnano        | + 8' 32"    |
| 8    | Diego Ronchini (ITA)    | Bianchi        | + 9' 28"    |
| 9    | Edouard Delberghe (FRA) | Fynsec–Helyett | + 12' 29"   |
| 10   | Agostino Coletto (ITA)  | Ghigi          | + 13' 10"   |

### Zelena majica
| Poz. | Kolesar                   | Ekipa            | Točke |
| ---- | ------------------------- | ---------------- | ----- |
| 1    | Rik Van Looy (BEL)        | Faema            | 250   |
| 2    | Imerio Massignan (ITA)    | Legnano          | 210   |
| 3    | Gastone Nencini (ITA)     | Carpano          | 190   |
| 4    | Michele Gismondi (ITA)    | Gazzola–Fiorelli | 180   |
| 5    | Charly Gaul (LUX)         | EMI–Guerra       | 160   |
| 6    | Jean Stablinski (FRA)     | Fynsec–Helyett   | 140   |
| 6    | Aldo Kazianka (ITA)       | EMI–Guerra       | 140   |
| 8    | Jacques Anquetil (FRA)    | Fynsec–Helyett   | 130   |
| 9    | Aurelio Cestari (ITA)     | Ignis            | 120   |
| 9    | Graziano Battistini (ITA) | Legnano          | 120   |

### Vmesni šprinti
| Poz. | Kolesar                  | Ekipa            | Točke |
| ---- | ------------------------ | ---------------- | ----- |
| 1    | Rino Benedetti (ITA)     | Ghigi            | 240   |
| 2    | Jos Hoevenaers (BEL)     | Ghigi            | 140   |
| 3    | Miguel Poblet (ESP)      | Ignis            | 120   |
| 3    | Rik Van Looy (BEL)       | Faema            | 120   |
| 5    | Giuseppe Sartore (ITA)   | Bianchi          | 100   |
| 5    | Alessandro Fantini (ITA) | Gazzola–Fiorelli | 100   |
| 5    | Emile Daems (BEL)        | Philco           | 100   |
| 5    | Dini Liviero (ITA)       | Torpado          | 100   |
| 9    | Aldo Kazianka (ITA)      | EMI–Guerra       | 80    |
| 9    | Armando Pellegrini (ITA) | EMI–Guerra       | 80    |
| 9    | Pierino Baffi (ITA)      | Ignis            | 80    |
| 9    | Guido Bodi (ITA)         | Ghigi            | 80    |

### Ekipna razvrstitev
| Poz. | Ekipa            | Točke  |
| ---- | ---------------- | ------ |
| 1    | Ignis            | 4336,5 |
| 2    | Faema            | 3512,5 |
| 3    | Fynsec–Helyett   | 2842,5 |
| 4    | Ghigi            | 2735   |
| 5    | Philco           | 2128   |
| 6    | Gazzola–Fiorelli | 2125   |
| 7    | Legnano          | 1829   |
| 8    | Carpano          | 1772.5 |
| 9    | San Pellegrino   | 1595   |
| 10   | EMI–Guerra       | 1405   |